# Teleutaea longiterebra
Teleutaea longiterebra là một loài tò vò trong họ Ichneumonidae.